# マイケル・ウィーラン
マイケル・ウィーラン（Michael Raymond Whelan、1950年6月29日 - ）は、アメリカ合衆国出身のイラストレーター、美術作家。
イラストの分野では世界的に高名なアーティストで、SFや幻想芸術の部門などで数多くの芸術賞を獲得。特にSF作家の最高栄誉「ヒューゴー賞」を最多受賞し、スーパーヒューゴーの称号を持つ。

## 人物

### 学生時代
カリフォルニア州ロサンゼルス郡カルバーシティ出身。父親が航空宇宙産業に関わる仕事のため全米各地を転々とし、空軍基地や施設近郊に居住する事が多かった。そのため軍施設の現場を目の当たりにする少年期を過ごし、その影響が後々のSF（サイエンス・フィクション）志向に繋がる。
高校時代に、コロラド州デンバーにある芸術校で夏期講習を受ける機会を得て、そこから美術をたしなむようになる。しかし高校卒業後は医学の道に進み、サンノゼ州立大学に在学。解剖生理学を専攻して人体解剖学を学ぶ。この時に医学のイラストレーションに関わることで高校時代のアート思考が甦り、改めて美術家を志すようになった。
1973年に大学卒業後、カリフォルニア州の芸術校「アートセンター・カレッジ・オブ・デザイン」に入校。本格的な美術を学ぶ傍ら、ワシントンD.C.のワールドコン（世界SF大会）に自身の作品を出展していた。翌1974年、それらの作品が出版社の目に留まって初めての契約を掴み、出版物のブックカバーデザイナーとして採用される。そして仕事に専念するため同校を中退し、イラストレーターとしてのプロ活動を開始した。

### イラストレーター活動〜以降
1975年、大手が集まるニューヨークの出版業者とビジネスするため、米東海岸コネチカット州に拠点を移す。 「DAWブックス」「デル・レイ・ブックス」「エース・ブックス」などSF部門の有力出版社に所属して実績を積み、特に有名SF作家 アン・マキャフリイの作品を手掛けた仕事が評判を呼んだ。これらの作品が評価され、1980年にSF作家の最高栄誉「ヒューゴー賞」プロアーティスト部門を初受賞。以来同部門を7連覇し、他の部門も含め最多の15回以上獲得している（2020年時点）。また、プロアーティスト部門の受賞が二桁以上に達した時点で歴代最高のアーティストと称えられ、1992年に特別賞「スーパーヒューゴー」を贈られた。
他にも、スティーヴン・キング、ピアズ・アンソニイ、エドガー・ライス・バローズ、ハワード・フィリップス・ラヴクラフト、マイケル・ムアコック、C・J・チェリイ、ロバート・A・ハインライン、H・ビーム・パイパー、ブランドン・サンダースンといった著名な作家の作品を担当した。
1980年代に入るとブックカバーイラストだけでなく、音楽アーティストのアルバム・カバーアートも手掛けるようになった。特に「ミートローフ」や「セパルトゥラ」といった、ロックアーティストの作品に提供する事が多い。

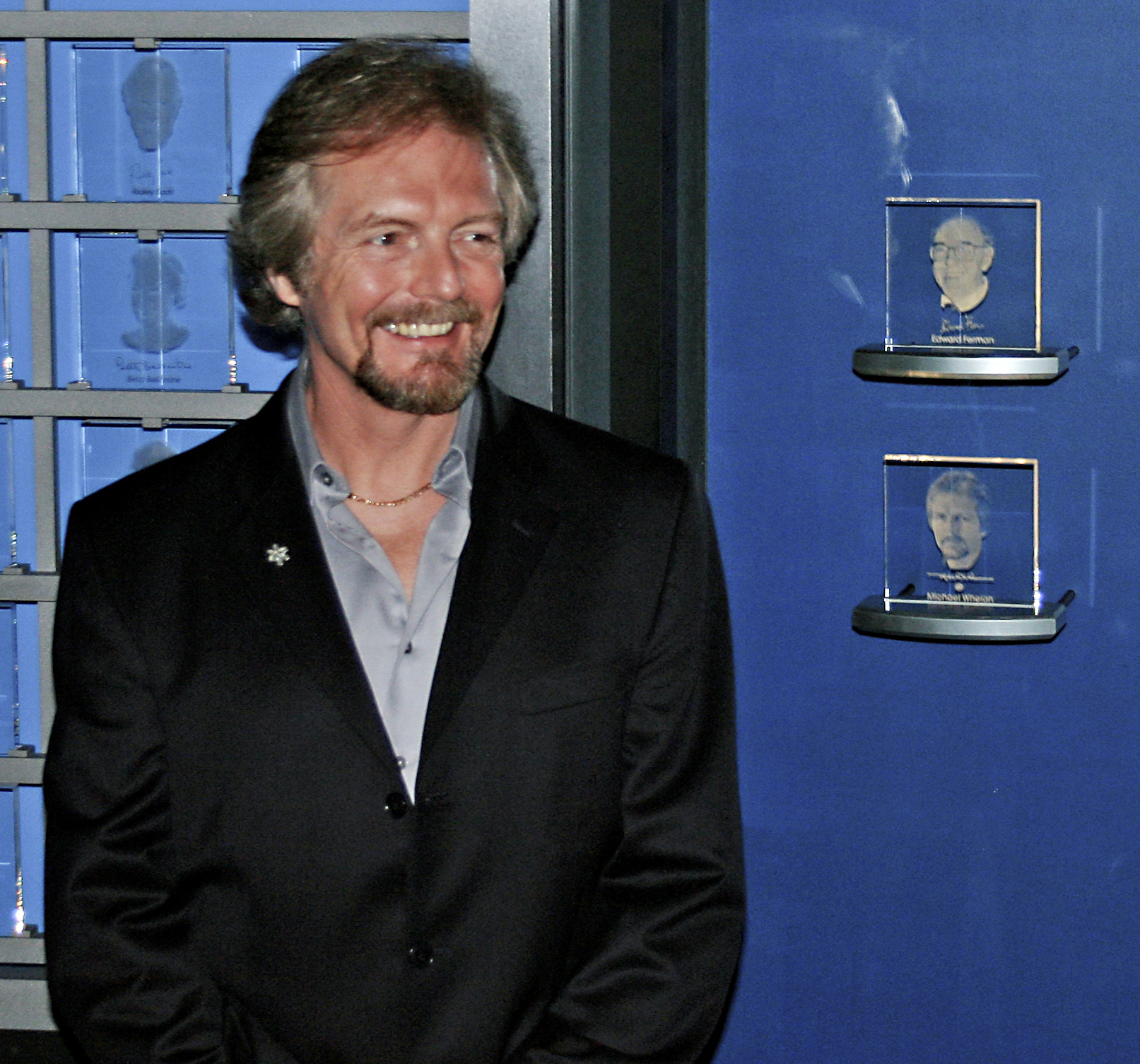
USAシアトル - SF殿堂館にて（2009年）

2000年代以降は、世界的にもSFアートの重鎮としての地位を確立し、各地域で名誉賞を含む大きな評価を得ている。2009年には、米ポップカルチャー・ミュージアムが設立した「SF&ファンタジーの殿堂」入りを果たした。

## アルバム・カバーアート作品
※以下、アルファベット順
Cirith Ungol
- 『The White Dragon』(1981年)
- 『King of the Dead』(1984年)
- 『One Foot in Hell』(1986年)
- 『Paradise Lost』(1991年)
- 『The Legacy』(2017年) - BOXセット
- 『Forever Black』(2020年)

Arthur C. Clarke - アーサー・C・クラーク
- 『2061: Odyssey Three』(1988年) - BOXセット

Demolition Hammer
- 『Epidemic of Violence』(1992年)
- 『Necrology: A Complete Anthology』(2008年) - コンピレーション

The Empire Brass Quintet - エンパイア・ブラス
- 『Passage 138 B.C. - A.D. 1611』(1994年)

Elric
- 『Antihero』(2019年)

Evile - イーヴァイル
- 『Infected Nations』(2009年)

The Jacksons - ジャクソンズ（ジャクソン5）
- 『Victory - ヴィクトリー』(1984年)
- 「Body」(1984年) - シングル
- 「Torture」(1984年) - シングル
- 「State of Shock - ステイト・オブ・ショック」(1984年) - シングル

Katharsis
- 『666』(2000年)

Anne McCaffrey - アン・マキャフリイ
- 『The White Dragon』(1978年)

Meat Loaf - ミートローフ
- 『Bat Out of Hell II: Back into Hell - 地獄のロック・ライダーII〜地獄への帰還』(1993年)
- 「Rock and Roll Dreams Come Through」(1994年) - シングル
- 『The Very Best of Meat Loaf』(1998年) - コンピレーション

The Mist
- 『Phantasmagoria』(2017年)

Northern Tales
- 『Melancoma』(2004年)

Obituary - オビチュアリー
- 『Cause of Death』(1990年)

Sacred Oath
- 『World on Fire』(2010年)

Sacred Rite
- 『Is Nothing Sacred』(1986年)
- 『Rites of Passage Vol.1』(2002年) - コンピレーション
- 『Rites of Passage Vol.2』(2002年) - コンピレーション
- 『Resurrection』(2007年)
- 『Sacred Rite』(2014年)

Sepultura - セパルトゥラ
- 『Beneath the Remains』(1989年)
- 『Arise』(1991年)
- 「Dead Embryonic Cells」(1991年) - シングル
- 「Under Siege」(1991年) - シングル
- 『Chaos A.D. - ケイオスA.D.』(1993年)
- 「Refuse/Resist」(1993年) - シングル
- 「Territory」(1993年) - シングル
- 「Slave New World」(1994年) - シングル
- 『Third World Chaos』(1995年) - ビデオ作品
- 『Roots - ルーツ』(1996年)
- 『Chaos DVD』(2002年) - ビデオ作品
- 『The Roadrunner Albums: 1985-1996』(2017年) - BOXセット
- 『Above The Remains』(2018年) - ライブ

Smoulder
- 『Times Of Obscene Evil And Wild Daring』(2019年)
- 『Dream Quest Ends』(2020年)

Jonn Serrie - ジョン・セリー
- 『Midsummer Century』(1993年)
- 『Ixlandia』(1995年)

Soulfly - ソウルフライ
- 『Dark Ages』(2005年)

Spys
- 『S·P·Y·S』(1982年)

V.A.
- 『Music From The 21st Century』(1981年)
- 『Celestial Journey II』(1997年)
- 『Don't Turn Your Back On Love』(2020年)

## 書籍
主な画集など
- Tomorrow And Beyond（1978）
- Sorcerers（1978）
- Wonderworks（1979）
- Michael Whelan's Works of Wonder（1988）
- The Biographical Dictionary of SF & Fantasy Artists（1988）
- The Art of Michael Whelan: Scenes/Visions（1993）
- SPECTRUM（1994）
- Something in My Eye（1997）
- Infinite Worlds（1997）
- The Frank Collection（1999）
- The Chesley Awards - A Retrospective（2003）
- SPECTRUM 15（2008）